# Eritrichium medicarpum
Eritrichium medicarpum là loài thực vật có hoa trong họ Mồ hôi. Loài này được Y.S.Lian & J.Q.Wang mô tả khoa học đầu tiên năm 1980.